# Livio Togni
Livio Togni (Milano, 28 ottobre 1950) è un circense e politico italiano.

## Biografia
Membro della famiglia circense Togni, intraprende ben presto la carriera di imprenditore circense. Negli anni settanta produce il "Circo Jumbo", le cui dimensioni scenografiche e il grande impiego di uomini e di mezzi gli garantiscono subito notorietà e successi internazionali. Dalla morte del padre Darix (nel 1976), è alla guida del "Circo Darix Togni" affiancato dai fratelli Corrado e Davio. Per decenni, con le tournée del suo circo ha fatto conoscere al mondo l'arte circense dei Togni.
Ha prodotto una serie di spettacoli ("Il circo di Casanova", "Le Commedie Vagabonde", "Il Circo Maccheroni", "Il Circo degli Animali") e di parchi-animazione ("Family Park", "Yoyo Park"). La produzione più famosa e in seguito la più imitata nasce nel 1990, "Il Florilegio" , spettacolo tuttora in tournée e di successo. È socio fondatore dell'"Accademia italiana del Circo" e promotore di fondazioni e centri studi che si occupano di spettacolo.
Nel 2001, in occasione delle elezioni politiche, Togni entra in Parlamento, eletto Senatore indipendente nelle liste di Rifondazione Comunista in Emilia-Romagna, precisamente nel collegio di Fidenza, dove ottiene il 6,4% dei consensi. Passa ben presto nelle file del Gruppo misto. Al Senato farà parte della Commissione Istruzione pubblica e beni culturali fino al termine della Legislatura (2006).